# Мариотти, Джованни
Джованни Мариотти (итал. Giovanni Mariotti; 1 мая 1850, Парма — 28 февраля 1935, Рим) — итальянский общественный деятель, синдик (глава исполнительной власти) Пармы на протяжении многих лет.
Возглавлял городское управление в 1889—1890, 1893—1894, 1896—1906 и 1910—1914 гг. Считается руководителем-реформатором, заметно изменившим городскую архитектурную среду и городскую культурную жизнь. В частности, Мариотти принадлежит инициатива возрождения театра Фарнезе и реорганизация Королевской музыкальной школы, преобразованной в Пармскую консерваторию при активном участии Джузеппе Верди и с привлечением видных итальянских музыкантов (Джованни Боттезини, Арриго Бойто, Франко Фаччо и др.).
Коллекция городских фотографий, собранная Мариотти и его племянником Джузеппе Микели, составила отдельный ценный фонд в пармской Biblioteca Palatina.